# クスクシエ

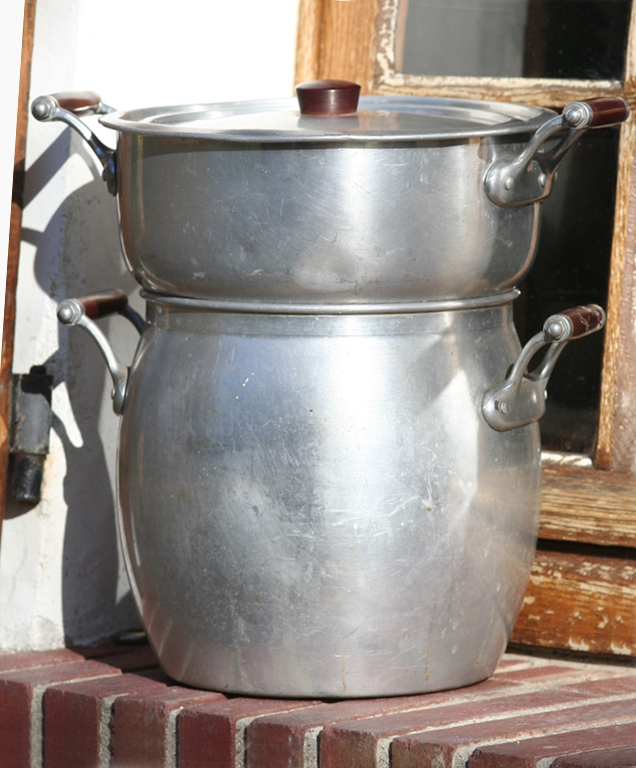

クスクシエ (Couscoussier) またはクスクス鍋（クスクスなべ）は、特にリビア、チュニジア、アルジェリア、モロッコでベルベル料理を作るために用いられる、クスクスを調理するための伝統的な二段式の蒸し器である。連結した2つの鍋から構成され、伝統的には陶器、または鉄、アルミニウム、銅等の金属で作られる。下段は大きく、蒸気を発生させるための水やスープを入れる。上段は小さく、下段の鍋の上に設置できるようになっている。蓋つきで、底には蒸気が通る程度の穴が開いている。
クスクスを蒸し終わったら、下の鍋で煮込んで調理を完了し、提供することができる。